# Estación de Montijo-El Molino
Montijo-El Molino es un apeadero ferroviario situado en el municipio español de Montijo en la provincia de Badajoz, comunidad autónoma de Extremadura. Dispone de servicios de Media Distancia operados por Renfe.

## Situación ferroviaria
La estación se encuentra en el punto kilométrico 478,4 de la línea de ferrocarril de ancho ibérico Ciudad Real-Badajoz a 203,30 metros de altitud.

## Historia
Aunque situada en el tramo Badajoz-Mérida inaugurado el 20 de octubre de 1864 por la Compañía de los ferrocarriles de Ciudad Real a Badajoz no se dispuso de ningún apeadero en esta zona del municipio de Montijo que ya contaba con otra estación situada al este del mismo.

## Servicios ferroviarios

### Media Distancia
Los trenes de Media Distancia operados por Renfe tienen como principales destinos las ciudades de Villanueva de la Serena, Badajoz, Puertollano y Alcázar de San Juan.
| Línea MD | Trenes          | Origen/Destino                      |  | Destino/Origen |
| -------- | --------------- | ----------------------------------- |  | -------------- |
|          | Regional Exprés | Alcázar de San Juan                 |  | Badajoz        |
|          | MD              | Cabeza del Buey                     |  | Badajoz        |
|          | Regional Exprés | Villanueva de la Serena Puertollano |  | Badajoz        |